# 세계지창

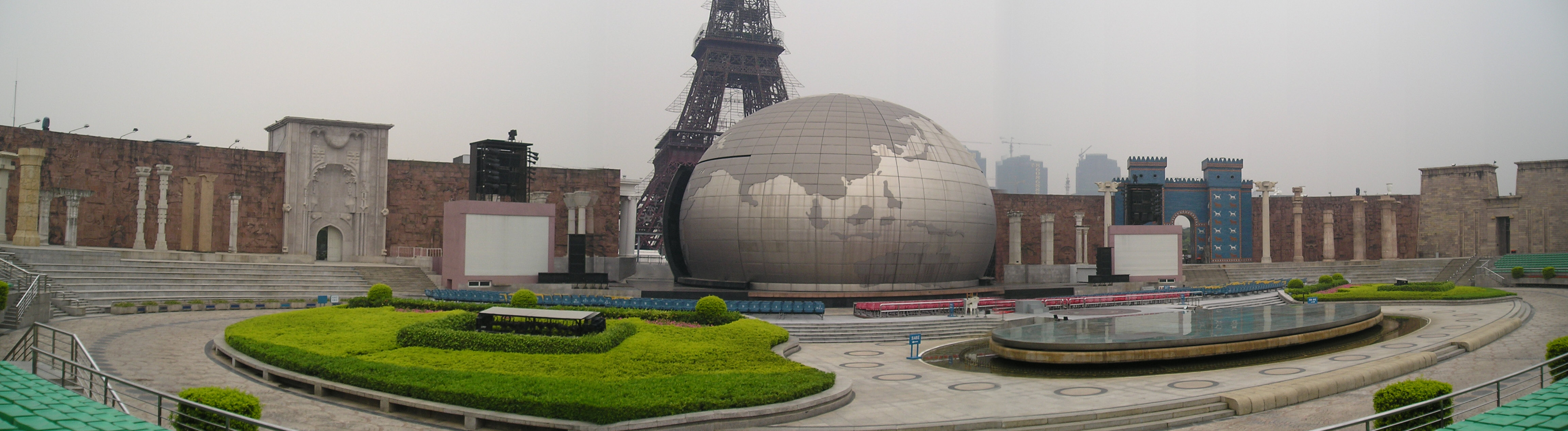
세계지창

세계지창(중국어: 世界之窗, 병음: Shìjiè zhī Chuāng)은 중화인민공화국 성 선전시 난산 구에 있는 테마파크이다. 1993년에 개관했으며 선전 시 서쪽에 위치한다. 세계 각지에 있는 랜드마크들의 미니어처를 전시하고 있다.

## 같이 보기
- 베이징 세계공원
- 세계대관